# ベニカワムキ科
ベニカワムキ科（学名：Triacanthodidae）は、フグ目に所属する魚類の分類群の一つ。ベニカワムキなど、主として深海に生息する底生魚を中心に11属21種が記載される。現生のフグ目魚類として、最も原始的な特徴を残す一群であると考えられている。

## 分布・生態
ベニカワムキ科の魚類はすべて海水魚で、インド太平洋および西部大西洋における熱帯・亜熱帯域の深海に分布する。やや深い大陸棚上で、海底からあまり離れずに生活する、底生性深海魚のグループである。
フグ目には浅い海で生活する種類が多く、深海性のものは本科のほかに、ウチワフグ科・イトマキフグの仲間など少数に限られる。ウチワフグとイトマキフグ類の分布はインド太平洋に限られるため、ベニカワムキ科は大西洋における唯一の深海性フグ目魚類となっている。

## 形態
ベニカワムキ科の仲間は左右に平たく側扁した体型をもち、全長は最大で20cmほどに成長する。体高は高く、体色は赤色や黄色を基調としたものが多い。吻（口先）の形状はやや突き出したものから、フエカワムキ属・ナガカワムキ属のように非常に細長いものまでさまざま。
フグ目の仲間は、系統が進むに従って骨格が単純化する傾向にあるが、ベニカワムキ科の顎や腹鰭は、フグ目魚類としては最も複雑な構造をもつ。前上顎骨と主上顎骨が分離した上顎はかろうじて前に突き出すことができるほか、歯は癒合せず数多くの門歯と円錐歯を備える。また、他の多くのフグ類が腹鰭を欠くか痕跡的となる一方で、本科は明瞭な腹鰭と、左右一対に分かれた腰骨（腹鰭の支持骨格）をもつ。これらの特徴はスズキ目などフグ類の派生元とされるグループに近く、ベニカワムキ科が最も原始的なフグ目魚類とみなされる理由になっている。
本科魚類の形態は、全般的に近縁のギマ科と類似する。いずれのグループにおいても腹鰭は左右に1対存在し、頑丈な棘条は機械的に位置を固定することができる。また、尾鰭の主鰭条は12本、下尾骨および椎骨はそれぞれ2-6個・20個であること、前上顎骨が比較的発達し、上顎はわずかながら前後に可動性をもつことなどは、両群に共通してみられる特徴である。
ベニカワムキ類の背鰭および臀鰭の鰭条はそれぞれ6棘12-18軟条、11-16軟条である。腹鰭には大きな1本の棘条と、1-2本の痕跡的な軟条を備える。尾鰭の後縁は円みを帯びるか、あるいは真っ直ぐに切り立った形（截形）をしている。一方、ギマ科魚類の背鰭は6棘19-26軟条、臀鰭は13-22軟条と、いずれも本科より多くなっている。さらに、ギマ科は腹鰭の軟条を欠き、尾鰭が大きく二又に分かれることも、両グループの重要な鑑別点となっている。

## 分類
ベニカワムキ科は現生のフグ目魚類の中で、最も原始的なグループと考えられている。Nelson（2016）は、ベニカワムキ亜目に形態学的に近いギマ科を含めている。
ベニカワムキ科にはNelson（2016）の体系において2亜科11属23種が認められている。本稿では、FishBaseに記載される11属23種についてリストする。

### トゲカワムキ亜科 Hollardinae
トゲカワムキ亜科 Hollardinae は2属5種からなる。1種（Hollardia goslinei）のみハワイ諸島周辺に、残る4種は西部大西洋に分布する。
- トゲカワムキ属 Hollardia
  - Hollardia goslinei
  - トゲカワムキ Hollardia hollardi
  - Hollardia meadi
- Parahollardia 属
  - Parahollardia lineata
  - Parahollardia schmidti

### ベニカワムキ亜科
ベニカワムキ亜科 Triacanthodinae は9属18種で構成される。ほとんどはインド洋と西部太平洋に分布するが、1種（Johnsonina eriomma）はメキシコ湾などの西部大西洋に生息する。
- ウケグチカワムキ属 Atrophacanthus
  - ウケグチカワムキ Atrophacanthus japonicus
- ソコカワムキ属 Tydemania
  - ソコカワムキ Tydemania navigatoris
- ナガカワムキ属 Halimochirurgus
  - ナガカワムキ Halimochirurgus alcocki
  - Halimochirurgus centriscoides
- フエカワムキ属 Macrorhamphosodes
  - フエカワムキ Macrorhamphosodes uradoi
  - Macrorhamphosodes platycheilus
- ベニカワムキ属 Triacanthodes
  - シマベニカワムキ Triacanthodes ethiops
  - ベニカワムキ Triacanthodes anomalus
  - Triacanthodes indicus
  - Triacanthodes intermedius
- ミスジカワムキ属 Paratriacanthodes
  - ミスジカワムキ Paratriacanthodes retrospinis
  - Paratriacanthodes abei
  - Paratriacanthodes herrei
- ヤミカワムキ属 Bathyphylax
  - Bathyphylax bombifrons
  - ヤミカワムキ Bathyphylax omen
  - Bathyphylax pruvosti
- Johnsonina 属
  - Johnsonina eriomma
- Mephisto 属
  - Mephisto fraserbrunneri